# Neoscaptia collateralis
Neoscaptia collateralis är en fjärilsart som beskrevs av George Francis Hampson 1900. Neoscaptia collateralis ingår i släktet Neoscaptia och familjen björnspinnare. Inga underarter finns listade i Catalogue of Life.